# Superliga Femenina de Voleibol 2014-2015
La Superliga Femenina de Voleibol 2014-2015 si è svolta dall'11 ottobre 2014 al 2 maggio 2015: al torneo hanno partecipato dodici squadre di club spagnole e la vittoria finale è andata per la seconda volta consecutiva al Logroño.

## Regolamento
Le squadre hanno disputato un girone all'italiana, con gare di andata e ritorno, per un totale di ventidue giornate: al termine della regular season:
- Le prime otto classificate hanno acceduto ai play-off scudetto strutturati in una fase a gironi (sono stati composti due gironi da quattro squadre che hanno disputato un girone all'italiana, con gare di andata e ritorno) ed una finale, giocata al meglio di tre vittorie su cinque gare, a cui ha acceduto la prima classificata di ogni girone.
- Le ultime due classificate sono retrocesse in Superliga 2: tuttavia, a seguito della rinuncia a campionato in corso del Club Volei Miranda, è stata retrocessa solo l'ultima classificata.

## Squadre partecipanti
Al campionato di Superliga Femenina de Voleibol 2014-15 hanno partecipato dodici squadre: quelle neopromosse dalla SF-2 sono state il Club Voleibol Emevé, vincitrice del campionato, e il Club Voleibol Torrelavega, seconda classificata in campionato; due squadre che hanno avuto il diritto di partecipazione, ossia il Club Voleibol Vall d'Hebron e il Club Voleibol Torrelavega, hanno rinunciato all'iscrizione: al posto di queste sono state ripescate il Centro de Promoción y Prácticas Deportivas Vóley Murcia e il Club Volei Miranda. A campionato in corso il Club Volei Miranda si è ritirata dal torneo: i risultati degli incontri disputati dalla società sono stati annullati.
| Club           | Città                      | Palazzetto                                                             | Stagione precedente                     |
| -------------- | -------------------------- | ---------------------------------------------------------------------- | --------------------------------------- |
| Alcobendas     | Alcobendas                 | Pabellón Luis Buñuel Alcobendas                                        | 7ª in SFV                               |
| Nuestra Señora | Arroyo de la Luz           | Pabellón Municipal Arroyo de la Luz                                    | 8ª in SFV                               |
| Barcellona     | Barcellona                 | Complex Esportiu Municipal L'Hospitalet Nord L'Hospitalet de Llobregat | 3ª in SFV; Semifinali play-off scudetto |
| Ciutadella     | Ciutadella de Menorca      | Pavelló Municipal d'Esports Ciutadella de Menorca                      | 5ª in SFV                               |
| Haro           | Haro                       | Polideportivo Municipal El Ferial Haro                                 | 6ª in SFV                               |
| JAV Olímpico   | Las Palmas de Gran Canaria | Centro Insular de Deportes Las Palmas de Gran Canaria                  | 4ª in SFV; Semifinali play-off scudetto |
| Emevé          | Lugo                       | Pabellón Municipal de Deportes Lugo                                    | 1ª in SF-2                              |
| Miranda        | Miranda de Ebro            | Multifuncional de Bayas Miranda de Ebro                                | ?                                       |
| Murcia         | Murcia                     | Pabellón Infante Murcia                                                | 12ª in SFV                              |
| Logroño        | Murillo de Río Leza        | Centro Deportivo Lobete Logroño                                        | 1ª in SFV; Campione di Spagna           |
| Iruña          | Pamplona                   | Campus Universitario El Sadar Pamplona                                 | 2ª in SFV; Finale play-off scudetto     |
| Aguere         | San Cristóbal de La Laguna | Pabellón de Deportes Tejera San Cristóbal de La Laguna                 | 10ª in SFV                              |

## Torneo

### Regular season

#### Risultati
| Prima giornata |                          |            |                                  |
|                |                          |            |                                  |
| Riposa:        | Ciutadella               | Ciutadella | Ciutadella                       |
| 11-10          | San Cristóbal-Las Palmas | 3-1        | 16-25, 25-22, 25-23, 25-17       |
| 11-10          | Alcobendas-Murcia        | 3-2        | 19-25, 25-19, 26-24, 18-25, 15-9 |
| 11-10          | Haro-Logroño             | 0-3        | 12-25, 18-25, 11-25              |
| 11-10          | Pamplona-Barcellona      | 3-0        | 25-19, 25-21, 25-23              |
| 11-10          | Lugo-Arroyo              | 0-3        | 22-25, 25-27, 24-26              |

| Seconda giornata |                      |        |                                   |
|                  |                      |        |                                   |
| Riposa:          | Murcia               | Murcia | Murcia                            |
| 18-10            | Las Palmas-Pamplona  | 0-3    | 19-25, 15-25, 16-25               |
| 18-10            | Logroño-Alcobendas   | 3-0    | 25-20, 25-15, 25-18               |
| 18-10            | Ciutadella-Lugo      | 3-0    | 25-13, 25-12, 25-18               |
| 18-10            | Barcellona-Haro      | 3-0    | 29-27, 25-23, 25-17               |
| 18-10            | Arroyo-San Cristóbal | 2-3    | 21-25, 25-20, 25-13, 22-25, 18-20 |

| Terza giornata |                          |      |                                  |
|                |                          |      |                                  |
| Riposa:        | Lugo                     | Lugo | Lugo                             |
| 25-10          | Alcobendas-Barcellona    | 0-3  | 19-25, 16-25, 18-25              |
| 25-10          | Haro-Las Palmas          | 2-3  | 17-25, 21-25, 25-23, 25-19, 9-15 |
| 25-10          | Murcia-Logroño           | 0-3  | 13-25, 15-25, 17-25              |
| 25-10          | San Cristóbal-Ciutadella | 0-3  | 22-25, 19-25, 15-25              |
| 25-10          | Pamplona-Arroyo          | 3-0  | 25-13, 25-19, 25-22              |

| Quarta giornata |                       |         |                                   |
|                 |                       |         |                                   |
| Riposa:         | Logroño               | Logroño | Logroño                           |
| 01-11           | Las Palmas-Alcobendas | 1-3     | 21-25, 17-25, 25-12, 17-25        |
| 01-11           | Ciutadella-Pamplona   | 1-3     | 21-25, 25-12, 16-25, 12-25        |
| 01-11           | Barcellona-Murcia     | 3-2     | 23-25, 25-16, 26-24, 29-31, 16-14 |
| 01-11           | Arroyo-Haro           | 3-1     | 19-25, 25-23, 25-22, 25-23        |
| 01-11           | Lugo-San Cristóbal    | 0-3     | 15-25, 20-25, 22-25               |

| Quinta giornata |                    |               |                                   |
|                 |                    |               |                                   |
| Riposa:         | San Cristóbal      | San Cristóbal | San Cristóbal                     |
| 08-11           | Alcobendas-Arroyo  | 3-2           | 25-17, 25-16, 18-25, 23-25, 15-10 |
| 08-11           | Haro-Ciutadella    | 3-1           | 23-25, 25-19, 25-18, 25-21        |
| 08-11           | Murcia-Las Palmas  | 3-1           | 25-22, 25-17, 27-29, 25-21        |
| 08-11           | Logroño-Barcellona | 3-0           | 25-10, 25-13, 25-20               |
| 07-12           | Pamplona-Lugo      | 3-0           | 25-16, 25-22, 25-17               |

| Sesta giornata |                        |            |                                   |
|                |                        |            |                                   |
| Riposa:        | Barcellona             | Barcellona | Barcellona                        |
| 15-11          | Las Palmas-Logroño     | 0-3        | 20-25, 23-25, 19-25               |
| 15-11          | Ciutadella-Alcobendas  | 3-0        | 25-11, 26-24, 25-21               |
| 15-11          | San Cristóbal-Pamplona | 3-1        | 25-18, 25-22, 19-25, 25-18        |
| 15-11          | Arroyo-Murcia          | 2-3        | 25-18, 25-22, 22-25, 21-25, 9-15  |
| 15-11          | Lugo-Haro              | 3-2        | 25-23, 25-23, 21-25, 25-27, 15-12 |

| Settima giornata |                       |          |                            |
|                  |                       |          |                            |
| Riposa:          | Pamplona              | Pamplona | Pamplona                   |
| 22-11            | Alcobendas-Lugo       | 3-0      | 25-15, 25-19, 27-25        |
| 22-11            | Haro-San Cristóbal    | 0-3      | 20-25, 23-25, 24-26        |
| 22-11            | Murcia-Ciutadella     | 3-1      | 25-21, 30-32, 25-15, 27-25 |
| 22-11            | Logroño-Arroyo        | 3-0      | 25-21, 25-18, 26-24        |
| 22-11            | Barcellona-Las Palmas | 3-1      | 26-24, 22-25, 25-15, 25-23 |

| Ottava giornata |                          |            |                                   |
|                 |                          |            |                                   |
| Riposa:         | Las Palmas               | Las Palmas | Las Palmas                        |
| 29-11           | San Cristóbal-Alcobendas | 3-1        | 25-19, 25-19, 14-25, 25-23        |
| 29-11           | Lugo-Murcia              | 2-3        | 25-21, 25-18, 18-25, 19-25, 13-15 |
| 29-11           | Ciutadella-Logroño       | 0-3        | 22-25, 17-25, 14-25               |
| 29-11           | Arroyo-Barcellona        | 0-3        | 18-25, 23-25, 24-26               |
| 29-11           | Pamplona-Haro            | 3-0        | 25-20, 25-23, 25-21               |

| Nona giornata |                       |      |                            |
|               |                       |      |                            |
| Riposa:       | Haro                  | Haro | Haro                       |
| 06-12         | Alcobendas-Pamplona   | 0-3  | 10-25, 20-25, 19-25        |
| 06-12         | Las Palmas-Arroyo     | 3-1  | 25-19, 16-25, 26-24, 25-22 |
| 06-12         | Murcia-San Cristóbal  | 1-3  | 13-25, 26-24, 17-25, 19-25 |
| 06-12         | Barcellona-Ciutadella | 1-3  | 25-14, 21-25, 10-25, 18-25 |
| 06-12         | Logroño-Lugo          | 3-0  | 25-14, 25-15, 25-19        |

| Decima giornata |                       |        |                                   |
|                 |                       |        |                                   |
| Riposa:         | Arroyo                | Arroyo | Arroyo                            |
| 13-12           | Lugo-Barcellona       | 0-3    | 20-25, 22-25, 23-25               |
| 13-12           | Haro-Alcobendas       | 3-2    | 25-14, 29-31, 25-22, 20-25, 19-17 |
| 13-12           | Ciutadella-Las Palmas | 3-0    | 27-25, 26-24, 25-22               |
| 13-12           | San Cristóbal-Logroño | 0-3    | 15-25, 20-25, 23-25               |
| 13-12           | Pamplona-Murcia       | 1-3    | 19-25, 25-17, 20-25, 21-25        |

| Undicesima giornata |                          |            |                                   |
|                     |                          |            |                                   |
| Riposa:             | Alcobendas               | Alcobendas | Alcobendas                        |
| 19-12               | Logroño-Pamplona         | 3-0        | 25-20, 25-21, 25-19               |
| 20-12               | Las Palmas-Lugo          | 3-2        | 19-25, 25-15, 25-18, 21-25, 15-10 |
| 20-12               | Murcia-Haro              | 3-1        | 25-11, 30-32, 25-19, 27-25        |
| 20-12               | Barcellona-San Cristóbal | 3-0        | 25-17, 25-16, 25-17               |
| 20-12               | Arroyo-Ciutadella        | 1-3        | 21-25, 20-25, 25-22, 12-25        |

| Dodicesima giornata |                          |            |                                  |
|                     |                          |            |                                  |
| Riposa:             | Ciutadella               | Ciutadella | Ciutadella                       |
| 03-01               | Las Palmas-San Cristóbal | 1-3        | 25-10, 22-25, 16-25, 22-25       |
| 03-01               | Murcia-Alcobendas        | 3-2        | 27-29, 25-23, 20-25, 25-23, 15-7 |
| 03-01               | Logroño-Haro             | 3-0        | 25-15, 25-12, 25-13              |
| 03-01               | Barcellona-Pamplona      | 1-3        | 23-25, 25-21, 14-25, 18-25       |
| 03-01               | Arroyo-Lugo              | 3-0        | 25-17, 25-19, 25-20              |

| Tredicesima giornata |                      |        |                                   |
|                      |                      |        |                                   |
| Riposa:              | Murcia               | Murcia | Murcia                            |
| 10-01                | Pamplona-Las Palmas  | 3-0    | 25-20, 25-20, 25-18               |
| 10-01                | Alcobendas-Logroño   | 0-3    | 21-25, 13-25, 14-25               |
| 10-01                | Lugo-Ciutadella      | 1-3    | 18-25, 25-23, 15-25, 15-25        |
| 10-01                | Haro-Barcellona      | 3-2    | 25-20, 26-24, 21-25, 23-25, 15-11 |
| 10-01                | San Cristóbal-Arroyo | 3-1    | 25-20, 19-25, 25-20, 26-24        |

| Quattordicesima giornata |                          |      |                            |
|                          |                          |      |                            |
| Riposa:                  | Lugo                     | Lugo | Lugo                       |
| 17-01                    | Barcellona-Alcobendas    | 3-0  | 25-22, 25-18, 25-22        |
| 17-01                    | Las Palmas-Haro          | 3-0  | 25-16, 25-12, 25-20        |
| 17-01                    | Logroño-Murcia           | 3-0  | 25-23, 25-10, 25-17        |
| 17-01                    | Ciutadella-San Cristóbal | 3-1  | 25-16, 20-25, 25-12, 25-18 |
| 17-01                    | Arroyo-Pamplona          | 1-3  | 25-27, 16-25, 25-16, 23-25 |

| Quindicesima giornata |                       |         |                            |
|                       |                       |         |                            |
| Riposa:               | Logroño               | Logroño | Logroño                    |
| 24-01                 | Alcobendas-Las Palmas | 3-0     | 25-22, 25-21, 25-20        |
| 24-01                 | Pamplona-Ciutadella   | 3-0     | 25-16, 25-12, 25-19        |
| 24-01                 | Murcia-Barcellona     | 3-0     | 25-23, 26-24, 25-23        |
| 24-01                 | Haro-Arroyo           | 1-3     | 18-25, 25-23, 15-25, 15-25 |
| 24-01                 | San Cristóbal-Lugo    | 3-1     | 23-25, 25-18, 25-20, 25-18 |

| Sedicesima giornata |                    |               |                            |
|                     |                    |               |                            |
| Riposa:             | San Cristóbal      | San Cristóbal | San Cristóbal              |
| 07-02               | Arroyo-Alcobendas  | 1-3           | 22-25, 25-23, 23-25, 21-25 |
| 07-02               | Ciutadella-Haro    | 3-0           | 25-17, 27-25, 25-23        |
| 04-03               | Las Palmas-Murcia  | 3-0           | 25-14, 25-16, 25-23        |
| 07-02               | Barcellona-Logroño | 0-3           | 19-25, 10-25, 21-25        |
| 07-02               | Lugo-Pamplona      | 1-3           | 18-25, 26-24, 23-25, 20-25 |

| Diciassettesima giornata |                        |            |                                   |
|                          |                        |            |                                   |
| Riposa:                  | Barcellona             | Barcellona | Barcellona                        |
| 14-02                    | Logroño-Las Palmas     | 3-1        | 25-13, 25-22, 19-25, 25-17        |
| 14-02                    | Alcobendas-Ciutadella  | 3-1        | 23-25, 25-18, 25-17, 25-23        |
| 14-02                    | Pamplona-San Cristóbal | 3-0        | 25-17, 25-19, 25-23               |
| 14-02                    | Murcia-Arroyo          | 3-1        | 17-25, 25-17, 25-19, 25-16        |
| 14-02                    | Haro-Lugo              | 3-2        | 25-16, 25-11, 23-25, 24-26, 15-13 |

| Diciottesima giornata |                       |          |                                   |
|                       |                       |          |                                   |
| Riposa:               | Pamplona              | Pamplona | Pamplona                          |
| 21-02                 | Lugo-Alcobendas       | 0-3      | 22-25, 22-25, 12-25               |
| 10-03                 | San Cristóbal-Haro    | 3-2      | 25-17, 23-25, 27-29, 25-19, 15-12 |
| 21-02                 | Ciutadella-Murcia     | 2-3      | 25-19, 15-25, 25-17, 21-25, 4-15  |
| 21-02                 | Arroyo-Logroño        | 0-3      | 16-25, 18-25, 15-25               |
| 21-02                 | Las Palmas-Barcellona | 3-1      | 25-12, 25-19, 23-25, 25-20        |

| Diciannovesima giornata |                          |            |                                  |
|                         |                          |            |                                  |
| Riposa:                 | Las Palmas               | Las Palmas | Las Palmas                       |
| 28-02                   | Alcobendas-San Cristóbal | 1-3        | 21-25, 21-25, 25-20, 22-25       |
| 28-02                   | Murcia-Lugo              | 3-2        | 25-23, 16-25, 25-16, 22-25, 15-9 |
| 28-02                   | Logroño-Ciutadella       | 3-0        | 25-7, 25-18, 25-17               |
| 28-02                   | Barcellona-Arroyo        | 0-3        | 26-28, 22-25, 22-25              |
| 28-02                   | Haro-Pamplona            | 0-3        | 18-25, 21-25, 23-25              |

| Ventesima giornata |                       |      |                                  |
|                    |                       |      |                                  |
| Riposa:            | Haro                  | Haro | Haro                             |
| 07-03              | Pamplona-Alcobendas   | 3-0  | 25-23, 25-16, 25-21              |
| 07-03              | Arroyo-Las Palmas     | 0-3  | 20-25, 10-25, 17-25              |
| 07-03              | San Cristóbal-Murcia  | 3-2  | 25-13, 25-20, 24-26, 21-25, 15-8 |
| 07-03              | Ciutadella-Barcellona | 3-0  | 25-20, 25-16, 25-22              |
| 07-03              | Lugo-Logroño          | 0-3  | 16-25, 9-25, 18-25               |

| Ventunesima giornata |                       |        |                                   |
|                      |                       |        |                                   |
| Riposa:              | Arroyo                | Arroyo | Arroyo                            |
| 14-03                | Barcellona-Lugo       | 3-1    | 21-25, 25-23, 25-17, 25-18        |
| 14-03                | Alcobendas-Haro       | 3-0    | 30-28, 25-23, 25-22               |
| 14-03                | Las Palmas-Ciutadella | 3-2    | 26-24, 20-25, 27-25, 25-27, 15-11 |
| 14-03                | Logroño-San Cristóbal | 3-0    | 25-19, 25-15, 25-13               |
| 14-03                | Murcia-Pamplona       | 1-3    | 25-21, 19-25, 17-25, 22-25        |

| Ventiduesima giornata |                          |            |                                  |
|                       |                          |            |                                  |
| Riposa:               | Alcobendas               | Alcobendas | Alcobendas                       |
| 21-03                 | Pamplona-Logroño         | 1-3        | 23-25, 31-29, 19-25, 20-25       |
| 21-03                 | Lugo-Las Palmas          | 3-2        | 14-25, 11-25, 25-11, 25-21, 15-8 |
| 21-03                 | Haro-Murcia              | 3-0        | 25-20, 25-18, 25-19              |
| 21-03                 | San Cristóbal-Barcellona | 3-0        | 25-19, 25-16, 25-18              |
| 21-03                 | Ciutadella-Arroyo        | 3-0        | 25-23, 25-20, 25-13              |

#### Classifica
| Pos. | Squadra        | Pt                                         | G                                          | V                                          | P                                          | SV                                         | SP                                         | Ratio                                      | PF                                         | PS                                         | Ratio                                      |
| ---- | -------------- | ------------------------------------------ | ------------------------------------------ | ------------------------------------------ | ------------------------------------------ | ------------------------------------------ | ------------------------------------------ | ------------------------------------------ | ------------------------------------------ | ------------------------------------------ | ------------------------------------------ |
| 1.   | Logroño        | 60                                         | 20                                         | 20                                         | 0                                          | 60                                         | 2                                          | 30.000                                     | 1 549                                      | 1 065                                      | 1.454                                      |
| 2.   | Iruña          | 48                                         | 20                                         | 16                                         | 4                                          | 51                                         | 17                                         | 3.000                                      | 1 617                                      | 1 399                                      | 1.155                                      |
| 3.   | Aguere         | 39                                         | 20                                         | 14                                         | 6                                          | 43                                         | 32                                         | 1.343                                      | 1 641                                      | 1 627                                      | 1.008                                      |
| 4.   | Ciutadella     | 35                                         | 20                                         | 11                                         | 9                                          | 41                                         | 31                                         | 1.322                                      | 1 587                                      | 1 530                                      | 1.037                                      |
| 5.   | Murcia         | 31                                         | 20                                         | 11                                         | 9                                          | 41                                         | 42                                         | 0.976                                      | 1 768                                      | 1 825                                      | 0.968                                      |
| 6.   | Barcellona     | 27                                         | 20                                         | 9                                          | 11                                         | 32                                         | 37                                         | 0.864                                      | 1 510                                      | 1 564                                      | 0.965                                      |
| 7.   | Alcobendas     | 27                                         | 20                                         | 9                                          | 11                                         | 33                                         | 40                                         | 0.825                                      | 1 571                                      | 1 640                                      | 0.957                                      |
| 8.   | JAV Olímpico   | 22                                         | 20                                         | 8                                          | 12                                         | 32                                         | 44                                         | 0.727                                      | 1 639                                      | 1 641                                      | 0.998                                      |
| 9.   | Nuestra Señora | 18                                         | 20                                         | 5                                          | 15                                         | 27                                         | 47                                         | 0.574                                      | 1 577                                      | 1 696                                      | 0.929                                      |
| 10.  | Haro           | 15                                         | 20                                         | 5                                          | 15                                         | 24                                         | 52                                         | 0.461                                      | 1 602                                      | 1 764                                      | 0.908                                      |
| 11.  | Emevé          | 8                                          | 20                                         | 2                                          | 18                                         | 18                                         | 58                                         | 0.310                                      | 1 460                                      | 1 770                                      | 0.824                                      |
| -    | Miranda        | Ritirata dal campionato il 14 gennaio 2015 | Ritirata dal campionato il 14 gennaio 2015 | Ritirata dal campionato il 14 gennaio 2015 | Ritirata dal campionato il 14 gennaio 2015 | Ritirata dal campionato il 14 gennaio 2015 | Ritirata dal campionato il 14 gennaio 2015 | Ritirata dal campionato il 14 gennaio 2015 | Ritirata dal campionato il 14 gennaio 2015 | Ritirata dal campionato il 14 gennaio 2015 | Ritirata dal campionato il 14 gennaio 2015 |

| Qualificate ai play-off scudetto | Retrocessa in Superliga 2 |

### Play-off scudetto

#### Fase a gironi

##### Girone A - Risultati
| Prima giornata |                       |     |                                   |
|                |                       |     |                                   |
| 28-03          | Las Palmas-Ciutadella | 3-2 | 23-25, 28-30, 25-12, 25-16, 25-10 |
| 28-03          | Murcia-Logroño        | 0-3 | 10-25, 20-25, 18-25               |

| Seconda giornata |                    |     |                     |
|                  |                    |     |                     |
| 31-03            | Las Palmas-Murcia  | 3-0 | 25-14, 25-15, 25-10 |
| 02-04            | Ciutadella-Logroño | 0-3 | 19-25, 11-25, 21-25 |

| Terza giornata |                    |     |                     |
|                |                    |     |                     |
| 05-04          | Ciutadella-Murcia  | 3-0 | 25-14, 25-16, 25-16 |
| 08-04          | Logroño-Las Palmas | 3-0 | 25-9, 25-16, 29-27  |

| Quarta giornata |                       |     |                                   |
|                 |                       |     |                                   |
| 11-04           | Ciutadella-Las Palmas | 2-3 | 29-27, 25-20, 21-25, 23-25, 18-20 |
| 11-04           | Logroño-Murcia        | 3-0 | 25-7, 25-7, 25-12                 |

| Quinta giornata |                    |     |                     |
|                 |                    |     |                     |
| 15-04           | Las Palmas-Logroño | 0-3 | 20-25, 18-25, 17-25 |
| 16-04           | Murcia-Ciutadella  | 0-3 | 16-25, 21-25, 20-25 |

| Sesta giornata |                    |     |                     |
|                |                    |     |                     |
| 17-04          | Murcia-Las Palmas  | 0-3 | 10-25, 14-25, 16-25 |
| 18-04          | Logroño-Ciutadella | 3-0 | 29-27, 25-11, 25-21 |

##### Girone A - Classifica
| Pos. | Squadra      | Pt | G | V | P | SV | SP | Ratio | PF  | PS  | Ratio |
| ---- | ------------ | -- | - | - | - | -- | -- | ----- | --- | --- | ----- |
| 1.   | Logroño      | 18 | 6 | 6 | 0 | 18 | 0  | MAX   | 458 | 291 | 1.573 |
| 2.   | JAV Olímpico | 10 | 6 | 4 | 2 | 12 | 10 | 1.200 | 490 | 442 | 1.108 |
| 3.   | Ciutadella   | 8  | 6 | 2 | 4 | 10 | 12 | 0.833 | 469 | 490 | 0.957 |
| 4.   | Murcia       | 0  | 6 | 0 | 6 | 0  | 18 | 0.000 | 256 | 450 | 0.568 |

| Qualificata alla finale scudetto |

##### Girone B - Risultati
| Prima giornata |                          |     |                                   |
|                |                          |     |                                   |
| 28-03          | Alcobendas-San Cristóbal | 2-3 | 27-29, 25-19, 25-14, 15-25, 13-15 |
| 28-03          | Barcellona-Pamplona      | 1-3 | 19-25, 28-26, 22-25, 22-25        |

| Seconda giornata |                        |     |                                    |
|                  |                        |     |                                    |
| 04-04            | San Cristóbal-Pamplona | 3-2 | 25-27-, 17-25, 25-18, 25-22, 17-15 |
| 04-04            | Alcobendas-Barcellona  | 3-0 | 25-20, 25-16, 25-22                |

| Terza giornata |                          |     |                     |
|                |                          |     |                     |
| 08-04          | Barcellona-San Cristóbal | 0-3 | 17-25, 14-25, 21-25 |
| 08-04          | Pamplona-Alcobendas      | 3-0 | 25-15, 25-23, 25-23 |

| Quarta giornata |                          |     |                                   |
|                 |                          |     |                                   |
| 11-04           | San Cristóbal-Alcobendas | 2-3 | 24-26, 25-19, 18-25, 25-21, 11-25 |
| 11-04           | Pampolona-Barcellona     | 3-0 | 25-18, 25-13, 25-13               |

| Quinta giornata |                          |     |                     |
|                 |                          |     |                     |
| 15-04           | San Cristóbal-Barcellona | 3-0 | 25-16, 25-20, 25-19 |
| 15-04           | Alcobendas-Pamplona      | 0-3 | 26-28, 23-25, 14-25 |

| Sesta giornata |                        |     |                                   |
|                |                        |     |                                   |
| 18-04          | Barcellona-Alcobendas  | 3-2 | 25-17, 25-27, 25-21, 18-25, 15-11 |
| 18-04          | Pamplona-San Cristóbal | 3-1 | 20-25, 25-21, 25-18, 25-19        |

##### Girone B - Classifica
| Pos. | Squadra    | Pt | G | V | P | SV | SP | Ratio | PF  | PS  | Ratio |
| ---- | ---------- | -- | - | - | - | -- | -- | ----- | --- | --- | ----- |
| 1.   | Iruña      | 16 | 6 | 5 | 1 | 17 | 5  | 3.400 | 531 | 451 | 1.177 |
| 2.   | Aguere     | 11 | 6 | 4 | 2 | 15 | 10 | 1.500 | 547 | 520 | 1.051 |
| 3.   | Alcobendas | 7  | 6 | 2 | 4 | 10 | 14 | 0.714 | 511 | 524 | 0.975 |
| 4.   | Barcellona | 2  | 6 | 1 | 5 | 4  | 17 | 0.235 | 408 | 502 | 0.812 |

| Qualificata alla finale scudetto |

#### Fase finale
| Finale |                  |     |                                   |
|        |                  |     |                                   |
| 25-04  | Logroño-Pamplona | 3-1 | 20-25, 25-21, 25-17, 25-23        |
| 26-04  | Logroño-Pamplona | 3-2 | 25-27, 25-20, 21-25, 25-19, 15-12 |
| 02-05  | Pamplona-Logroño | 1-3 | 20-25, 25-22, 18-25, 24-26        |

## Verdetti
- Logroño Campione di Spagna 2014-15 e qualificata alla Challenge Cup 2015-16.
- Emevé retrocessa in Superliga 2 2015-16.

## Statistiche
| Rendimento individuale | Rendimento individuale | Rendimento individuale | Rendimento individuale |
| Pos.                   | Nome                   | Punti                  | Squadra                |
| ---------------------- | ---------------------- | ---------------------- | ---------------------- |
| 1                      | Therese McNatt         | 504                    | Iruña                  |
| 2                      | Janine Sandell         | 475                    | Aguere                 |
| 3                      | Nerea Sánchez          | 397                    | Barcellona             |
| 4                      | Silvia Bedmar          | 372                    | Iruña                  |
| 5                      | Soraya dos Santos      | 369                    | JAV Olímpico           |
| 6                      | Helia González         | 348                    | Logroño                |
| 7                      | Daniela da Silva       | 340                    | Logroño                |
| 8                      | Flavia de Lima         | 326                    | JAV Olímpico           |
| 9                      | Ashley Frazier         | 325                    | Iruña                  |
| 10                     | Wivian de Souza        | 324                    | Iruña                  |

| Attacchi vincenti | Attacchi vincenti | Attacchi vincenti | Attacchi vincenti |
| Pos.              | Nome              | Punti             | Squadra           |
| ----------------- | ----------------- | ----------------- | ----------------- |
| 1                 | Therese McNatt    | 446               | Iruña             |
| 2                 | Janine Sandell    | 413               | Aguere            |
| 3                 | Nerea Sánchez     | 346               | Barcellona        |
| 4                 | Soraya dos Santos | 313               | JAV Olímpico      |
| 5                 | Silvia Bedmar     | 304               | Iruña             |
| 6                 | Helia González    | 284               | Logroño           |
| 7                 | Daniela da Silva  | 283               | Logroño           |
| 8                 | Esther Rodríguez  | 275               | Alcobendas        |
| 9                 | Ashley Frazier    | 265               | Iruña             |
| 10                | Macy Ubben        | 262               | Murcia            |

| Muri vincenti | Muri vincenti      | Muri vincenti | Muri vincenti |
| Pos.          | Nome               | Punti         | Squadra       |
| ------------- | ------------------ | ------------- | ------------- |
| 1             | Irene Cano         | 111           | Ciutadella    |
| 2             | Wivian de Souza    | 84            | Iruña         |
| 3             | Fernanda Gritzbach | 82            | Logroño       |
| 4             | Flavia de Lima     | 78            | JAV Olímpico  |
| 5             | Iva Pejković       | 74            | Logroño       |
| 6             | Encarnación García | 65            | Murcia        |
| 7             | Camila Maldonado   | 63            | Barcellona    |
| 8             | Tatiana Becares    | 62            | JAV Olímpico  |
| 9             | Ana Belén Pérez    | 60            | Ciutadella    |
| 10            | Maguette Mbow      | 58            | Aguere        |

| Battute vincenti | Battute vincenti  | Battute vincenti | Battute vincenti |
| Pos.             | Nome              | Punti            | Squadra          |
| ---------------- | ----------------- | ---------------- | ---------------- |
| 1                | Saray Manzano     | 40               | JAV Olímpico     |
| 2                | Helia González    | 36               | Logroño          |
| 3                | Daniela da Silva  | 34               | Logroño          |
| 3                | Silvia Araco      | 34               | Iruña            |
| 3                | Ashley Frazier    | 34               | Iruña            |
| 6                | Silvia Bedmar     | 33               | Iruña            |
| 7                | Raquel Brun       | 32               | Ciutadella       |
| 8                | Soraya Dos Santos | 30               | JAV Olímpico     |
| 9                | Esther Rodríguez  | 28               | Alcobendas       |
| 9                | Marta Fraile      | 28               | Aguere           |

NB: I dati sono riferiti all'intero torneo.